# カスミアジ
カスミアジ（霞鯵、学名 Caranx melampygus ）は、アジ科に分類される海水魚の一種。インド洋・太平洋の熱帯・亜熱帯海域に分布する大型のアジである。
本種は地域や個体によってシガテラ毒をもつものがいることから、ドクヒラアジ（毒平鯵）という別名もある。他に日本での地方名はヒラアジ、メッキ（南日本各地）、ゼンメ、エバ（鹿児島）、ガーラ（沖縄）等があるが、これは本種のみを指さず扁平な体型の大型アジ類の総称として用いられる。

## 特徴
成魚は全長117センチメートル・体重43.5キログラムの記録があるが、通常は60 - 80センチメートル程度である。体は長楕円形で体高が高く、側扁する。体側は鈍い銀色光沢のある青緑色で、多くの小黒点がある。体後半の第二背鰭・臀鰭・尾鰭が青く、英名"Bluefin trevally"（青い鰭のアジ）はここに由来する。また胸鰭・第二背鰭前端・臀鰭前端は鎌状に伸びる。眼は小さくて脂瞼が発達し、上顎骨後端の真上にある。幼魚は全長に比して体高が高い。体色も銀白色で黒点がなく、胸鰭が黄色で成魚とは見かけが異なる。
ロウニンアジ、ギンガメアジ、カッポレ等多くの同属種がいるが、幼魚では胸鰭だけ黄色いこと、成魚では青緑色の地に小黒点が多いことで区別できる。他にもロウニンアジは大型で上顎のなす角度が鈍いこと、ギンガメアジは眼が大きく鰓蓋上部に黒斑があること、カッポレは目の上の額が高いこと等の区別点がある。
インド洋と太平洋の熱帯海域に分布する。いわゆるインド太平洋のみならずメキシコからパナマまでの東部太平洋にも分布している。日本では南日本の暖流に面した海域に見られ、南西諸島や小笠原諸島で個体数が多い。またハワイではギンガメアジとの交雑個体も報告されている。
成魚は沿岸の水深200メートルまでのサンゴ礁・岩礁域周辺に生息するが、幼魚は内湾の砂底付近に生息する。食性は肉食で、小魚や甲殻類等の小動物を捕食する。
他のギンガメアジ属と同様に釣りや定置網等で漁獲され、食用となる。大型魚なので大物釣りの対象にもなる。ただし本種はシガテラ中毒の報告があるので、熱帯海域産で50センチメートル以上の大型個体は食べないよう注意が必要である。